# Dominique Bakry

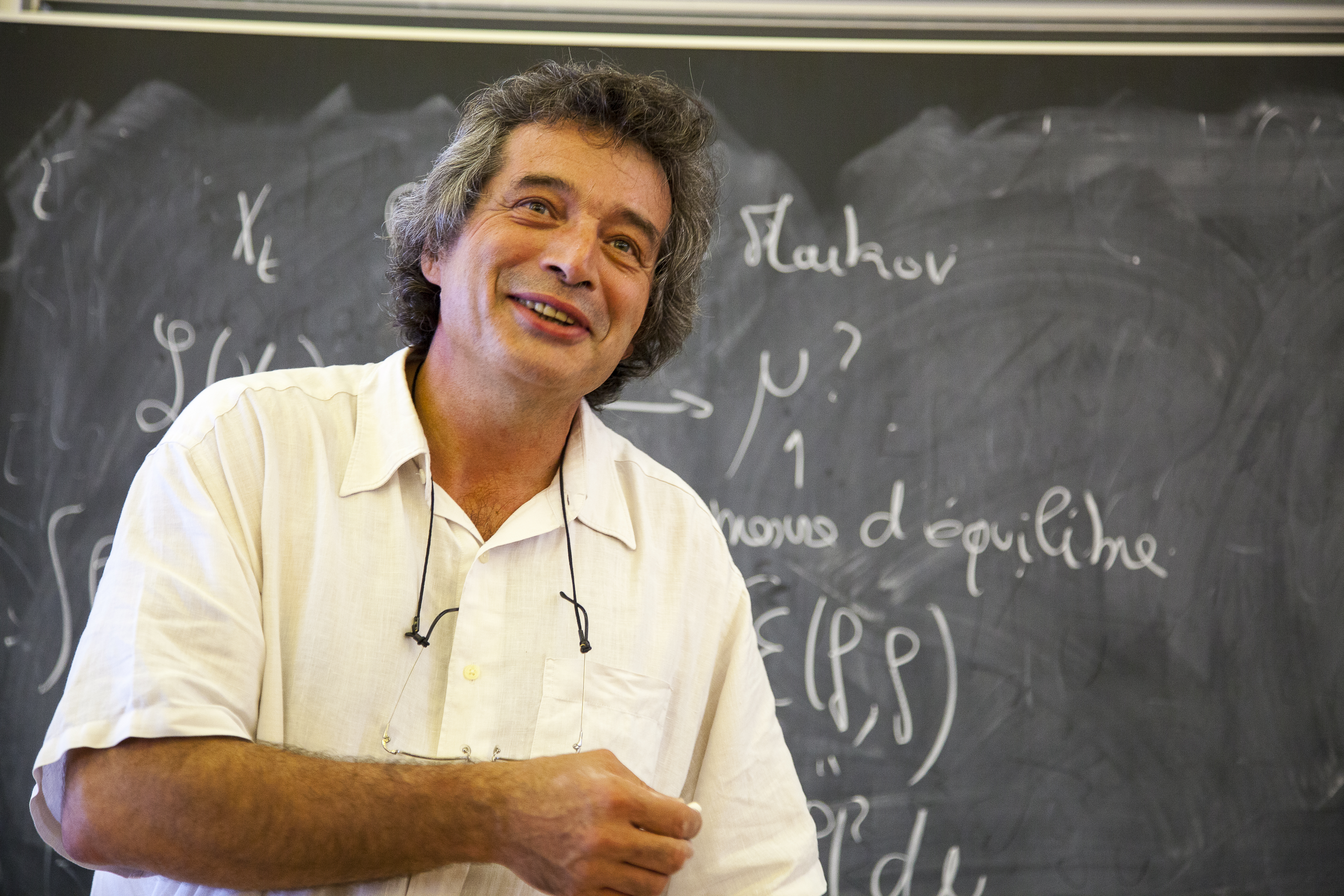
Dominique Bakry

Dominique Bakry (* 12. Dezember 1954 in Algier) ist ein französischer Mathematiker, der sich mit Stochastik befasst.
Bakry studierte an der École normale supérieure de Saint-Cloud und wurde 1985 an der Universität Straßburg bei Marc Yor (und Paul-André Meyer) promoviert (Hypercontractivite et integrales singulieres pour les semigroupes de diffusion symetriques). Er war „Chargé de Recherche“ (→Maître de conférences) des CNRS in Straßburg, bevor er 1988 Professor an der Universität Paul Sabatier in Toulouse wurde.
Für 2018 wurde Bakry der Prix Servant der Académie des sciences zugesprochen.
Er befasste sich mit Markow-Ketten und Markow-Prozessen, Markow-Halbgruppen und Anwendungen von Methoden der Riemannschen Geometrie in der Stochastik (zum Beispiel beim Studium von Diffusion auf Mannigfaltigkeiten).
Er ist Senior-Mitglied des Institut Universitaire de France.

## Schriften (Auswahl)
- zusammen mit Ivan Gentil, Michel Ledoux: Analysis and Geometry of Markov Diffusion Operators (= Grundlehren der mathematischen Wissenschaften, Band 348). Springer, Cham 2014, ISBN 978-3-319-00226-2.
- zusammen mit Richard D. Gill und Stanislaw Alexejewitsch Moltschanow: Lectures on Probability Theory. Ecole d'Eté de Probabilités de Saint-Flour XXII 1992 (= Lecture notes in mathematics, Band 1581). Springer, Berlin 1994, ISBN 3-540-58208-8.
- zusammen mit Michel Ledoux und Laurent Saloff-Coste: Markov semigroups at Saint-Flour. Springer, Berlin 2012, ISBN 978-3-642-25937-1.